# PULPS
PULPS（パルプス）は、日本のロックバンド。大阪府八尾市志紀出身。旧バンド名は南蛮キャメロであり、2020年8月20日に現バンド名へ改名した。

## 概要
2011年に小学校からの同級生同士で結成された4人組バンドであり、全員大阪府八尾市出身である。古きよきロックンロールのエッセンスを感じさせ、日本人の感性に響く歌謡フォーク的なメロディが特徴的である。
2020年（令和2年）1月26日には神戸市が官民共同で開催する『第8回ロック・ポップスバンドコンテストBattle de egg』にて、300組のバンドの中からグランプリに選ばれる。また、同年3月には『ツタロックフェス2020』への出場権1組をかけたツタロックフェスオーディションにてグランプリに選ばれる。

## メンバー
- 田井 彰（1994年12月2日 - ） - ギター・ボーカル
PULPSの全曲を作詞作曲している。幼稚園の時からピアノを学んでいた。バンドを始めようと思ったきっかけは、中学1年生の時にピアノ弾きながら歌ってるフレディ・マーキュリーの姿を偶然見てクイーンに出会ったためと述べている[5]。

- あんちゃん（1994年5月16日 - ） - ギター
他のメンバー3人は中学時代に野球部に所属していたが、唯一野球部じゃなかったため野球のルールすら知らない。音楽を始めようと思ったきっかけは、中学1年生の時に同じクラスだった田井から「あんちゃん将来何になりたい？」と訊かれて、田井がミュージシャンになりたい言ったことから始まり、あんちゃん自身はこれまで音楽に興味がなかったが、田井からクイーンを聴かせてもらいギターを始めて色々な音楽を聴くようになったことによる[5]。

- 地本 航（1994年9月20日 - ） - ドラム
PULPSの画伯担当であり、絵の上手いためフライヤーなどを手書きで制作している。音楽を始めようと思ったきっかけは、中学3年生の時に野球部を引退してからやる事がなく、ゲームセンターで太鼓の達人とか得意だったためドラムでもやろうかなと思ったことによる[5]。そこから中学の文化祭に出た際に、田井に目をつけられてバンドに加わることになる[5]。

- 大石 悠人（1994年5月16日 - ） - ベース
実家が銭湯である。音楽を始めようと思ったきっかけは、元々田井とあんちゃんとよく遊んでいたが、ある日2人がギターを弾いているのを見て、「こんなに上手くなれんねや」と思って高校入学をきっかけに軽音部に入ってギターを始めたことによる[5]。その後、3人が初ライブをするにあたりベースがいないからという理由でライブ1ヶ月前にベースを弾くことになり、そのままバンドを結成する流れとなった[5]。

## ディスコグラフィ

### ミニアルバム
|     | 発売日        | タイトル    | 備考                          |
| --- | ------------- | ----------- | ----------------------------- |
| 1st | 2018年6月2日  | WARM FILM   |                               |
| 2nd | 2020年10月7日 | the the the | PULPS改名後から初の全国流通盤 |
|     | 2022年3月23日 | ISOLATION   |                               |

### シングル
|   | 発売日        | タイトル       |
| - | ------------- | -------------- |
| 1 | 2019年9月20日 | 入門編盤–犬派– |
| 2 | 2019年9月20日 | 入門編盤–猫派– |

### 配信限定シングル
| 発売日         | タイトル           |
| -------------- | ------------------ |
| 2021年10月6日  | All My Loving      |
| 2021年11月10日 | PRISM              |
| 2022年7月13日  | CAMPUS             |
| 2022年12月14日 | マスターピース     |
| 2023年1月25日  | スロウ             |
| 2023年2月22日  | ホウゼンジ         |
| 2023年3月15日  | 羊の季節           |
| 2023年6月7日   | さよならベイビー   |
| 2023年7月5日   | プリーズユニバース |
| 2023年8月16日  | プレイリスト       |
| 2023年9月13日  | Mr.Moonlight       |

### ミュージックビデオ
| 年     | M/V              | MV監督                       | 備考                                           |
| ------ | ---------------- | ---------------------------- | ---------------------------------------------- |
| 2020年 | クチナシの部屋   | 湊川萌 (Twitter : @mi_mo_13) |                                                |
| 2020年 | Flower           | 湊川萌 (Twitter : @mi_mo_13) |                                                |
| 2020年 | 青い鳥           | 湊川萌 (Twitter : @mi_mo_13) | 主演女優はYouTuberやモデルとして活躍する楠ろあ |
| 2021年 | All My Loving    | 湊川萌 (Twitter : @mi_mo_13) | 出演:川嵜美伶                                  |
| 2021年 | PRISM            | 湊川萌 (Twitter : @mi_mo_13) | 撮影協力:喫茶LARK                              |
| 2022年 | 夢で逢いましょう | 湊川萌 (Twitter : @mi_mo_13) | ダンサー:中島羽咲                              |
| 2022年 | CAMPUS           | 湊川萌 (Twitter : @mi_mo_13) |                                                |
| 2022年 | untitle crown    | 地本航                       | リリックビデオ                                 |
| 2022年 | 1989             | 地本航                       | リリックビデオ                                 |
| 2022年 | マスターピース   |                              |                                                |
| 2023年 | 羊の季節         | 湊川萌                       | 出演:香南子・杉谷昂哉・本久鈴菜                |
| 2023年 | さよならベイビー | 山崎えり                     | 出演:吉松磨黎・西野健太                        |

## 主なライブ

### 出演イベント
- 2016年11月19日 - HOOK UP NEVER DIE !? in TOKYO “That is”[6]
- 2019年5月4日 - "音楽は素晴らしいものだ"[7]
- 2019年10月14日 - FM802 30PARTY Eggs presents MINAMI WHEEL 2019[8]
- 2020年1月26日 - 第8回 ロック・ポップスバンドコンテストBattle de egg[3]
- 2020年7月11日 - Live Eggs ONLINE 2020[9]
- 2020年10月9日 - 「the the the」リリース記念ワンマンライブ[10]
- 2020年10月16日 - 改名&リリース記念LIVE[10]
- 2021年01月11日 - GOLD RUSH 2020 振替公演
- 2021年03月12日 - um-hum"2O2O Release Event"
- 2021年05月03日 - GOLD RUSH 2021
- 2021年07月04日 - 夏福2021
- 2021年10月09日 - FM802 MINAMI WHEEL 2021
- 2021年10月31日 - COMING KOBE21
- 2022年03月10日 - 『HORIZON』RELEASE PARTY
- 2022年10月10日 - Eggs presents FM802 MINAMI WHEEL 2022
- 2023年10月09日 - Eggs presents FM802 MINAMI WHEEL 2023 25th ANNIVERSARY